# تشارلز ويلر (سياسي)
تشارلز ويلر هو سياسي أمريكي، ولد في 10 أغسطس 1926 في كانساس سيتي في الولايات المتحدة. نشط حزبياً في الحزب الديمقراطي. وقد انتخب عضو مجلس ولاية ميزوري ‏.